# 安順日報
安順日報是中國共產黨安順市委員會的機關報，最初名為安順報，創刊於1958年12月1日，1959年底，恰逢三年困難時期，由於缺乏物質，安順報停刊。1989年12月1日復刊。2000年，安順報更名為安順日報。

## 外部連結
- 官方网站